# Francisco Moreno Gómez
Francisco Moreno Gómez (Villanueva de Córdoba, 1946) es un historiador y Catedrático de Instituto español.

## Biografía
Doctor en Filosofía y Letras (Literatura Hispánica) por la Universidad Complutense de Madrid, es catedrático de Instituto. Se ha especializado, en principio, en la temática de la guerra civil española en la provincia de Córdoba, así como en el periodo de la Segunda República y la primera etapa de la Dictadura franquista en esta zona, y después a nivel general. Uno de sus principales campos de estudio ha sido la represión franquista en la provincia de Córdoba y en el resto de España, tanto durante la Guerra Civil como durante los primeros años de la dictadura. Ha realizado un amplio estudio del Maquis (guerrilla antifranquista), sobre todo en La resistencia armada contra Franco, en todo el centro de España, desde la sierra de Guadarrama al norte de Sevilla. Su tercer tema de investigación ha sido la recuperación de la vida y obra del poeta Pedro Garfias. Ha colaborado en dos obras conjuntas importantes: Víctimas de la Guerra Civil (coordinada por Santos Juliá) y Morir, matar, sobrevivir (coordinada por Julián Casanova).

## Obras
- 1982. La República y la guerra civil en Córdoba. Ayuntamiento de Córdoba. ISBN 8450081033
- 1985. La masonería en Córdoba. Albolafia. ISBN 84-86137-08-X
- 1985. La Guerra Civil en Córdoba, 1936-1939. Alpuerto. ISBN 84-381-0091-0
- 1987. Córdoba en la posguerra (la represión y la guerrilla, 1939-1950). Francisco Baena Ed. ISBN 8486137136
- 1997. Generación del 27. McGraw-Hill/Interamericana de España. ISBN 84-481-0994-5
- 2001. La resistencia armada contra Franco. Crítica: Barcelona. ISBN 84-8432-209-2
- 2002. Pedro Garfias, poeta del exilio español en Méjico. Asociación Cultural de Amistad Hispano-Mexicana.
- 2003. Nerpio: panorámica histórica. Ayuntamiento de Nerpio.
- 1995. La última Utopía: apuntes para la historia del PCE andaluz, 1920-1936. Comité Provincial del PCA en Córdoba. ISBN 8460545458.
- 2006. Historia y memoria del maquis: El cordobés "Veneno", último guerrillero de La Mancha. Ed. Alpuerto. ISBN 84-381-0418-5
- 2008. 1936: El genocidio franquista en Córdoba. Colección Contrastes. ISBN 978-84-7423-686-6
- 2013. Trincheras de la República, 1937-1939. El Páramo. ISBN 9788492904495
- 2014. La victoria sangrienta, 1939-1945. Ed. Alpuerto. ISBN 9788438104811
- 2016. Los desaparecidos de Franco. Alpuerto. Madrid. ISBN 978-84-381-0499-6.